# Harkuszynci
Harkuszynci (ukr. Гаркушинці) – wieś na Ukrainie, w obwodzie połtawskim, w rejonie myrhorodzkim. W 2001 liczyła 1402 mieszkańców, wśród których 1358 wskazało jako ojczysty język ukraiński, 42 rosyjski, 1 mołdawski, a 1 ormiański.